# فلسفه عالی
فلسفهٔ عالی کتابی از جواد مصلح است که در سال ۱۳۳۷ منتشر و برندهٔ جایزه کتاب سال سلطنتی شد.